# Malurus cyanocephalus
El maluro emperador o ratona tordo australiana azul (Malurus cyanocephalus) es una especie de ave paseriforme de la familia Maluridae propia de Nueva Guinea.
Sus hábitats naturales son bosques húmedos tropicales de tierras bajas. 